# Eupithecia macdunnoughi
Eupithecia macdunnoughi är en fjärilsart som beskrevs av Frederick H. Rindge 1952. Eupithecia macdunnoughi ingår i släktet Eupithecia och familjen mätare. Inga underarter finns listade i Catalogue of Life.